# SAS-ulykken i Milano
SAS-ulykken i Milano hændte den 8. oktober 2001 i Linate-lufthavn ved Milano i Italien og er den værste i SAS' historie. I alt 118 mennesker omkom. Flyet, et McDonnell-Douglas MD-87 med registrering SE-DMA og rutenummer SK686, forulykkede, mens det var ved at lette fra Milano med kurs mod København i tæt tåge. 
Netop som SAS-flyet, Lage Viking, løftede næsen med en hastighed på 270 km/t, kolliderede det med et tysk-indregistreret Cessna-jetfly (Cessna 525-A), som pludselig kom på tværs af startbanen. SAS-flyet havde fået flyvelederens tilladelse til at lette, og idet det slap startbanen kl. 8.10, ramte landingsstellet i højre side det mindre jetfly med fire om bord. Det tog redningsmandskabet over en halv time at finde Cessna-jetflyet, hvilket ledte til at alle fire omkom af forbrændinger selvom de havde overlevet selve sammenstødet. 
Da SAS-piloterne fik øje på det mindre fly, forsøgte de at flyve over det, og flyet holdt sig herefter i luften i 12 sekunder efter sammenstødet, men det svært skadede fly kunne ikke holdes i luften. Derefter forsøgte piloterne at bremse flyet ned, der med 250 km/t kurede sideværts ind i en bagagebygning. 
Fire personer i bagagebygningen og alle 110 om bord på flyet omkom - heraf 16 danske passagerer og 2 danske besætningsmedlemmer.
Undersøgelser viste efterfølgende, at ledelse og medarbejdere i lufthavnen kunne gøres retsligt ansvarlige for ulykke og i 2004 blev fire nøglepersoner ved Linate-lufthavnen gjort ansvarlige for fly-ulykken i Milano og idømt årelange fængselsstraffe for forsømmelighed og uagtsomt manddrab. Blandt de dømte var lufthavnsdirektør Vincenzo Fusco.

## Passagerernes nationaliteter

### Passagerer og besætning på SK686
Den sidste liste over SAS-flyets passagerers nationaliteter inkluderede:  
| Nationalitet   | Passagerer | Besætning | Total |
| -------------- | ---------- | --------- | ----- |
| Italien        | 58         | 0         | 58    |
| Sverige        | 17         | 3         | 20    |
| Danmark        | 16         | 2         | 18    |
| Finland        | 6          | 1         | 7     |
| Norge          | 3          | 0         | 3     |
| Rumænien       | 1          | 0         | 1     |
| Sydafrika      | 1          | 0         | 1     |
| Storbritannien | 1          | 0         | 1     |
| USA            | 1          | 0         | 1     |
| Total          | 104        | 6         | 110   |

### Passagerer og besætning på Cessna-flyet
| Nationalitet | Passagerer | Besætning | Total |
| ------------ | ---------- | --------- | ----- |
| Tyskland     | 0          | 2         | 2     |
| Italien      | 2          | 0         | 2     |
| Total        | 2          | 2         | 4     |

## Efterforskning og retligt efterspil
Undersøgelser viste efterfølgende, at kontroltårnets instruktioner til Cessna-flyet ikke var blevet fulgt korrekt, hvorved Cessna-flyet kørte ad den forkerte taxivej, således at flyet endte med at køre ind på den aktive bane lige ud foran det startende SAS fly. At Cessna-flyet kørte ad en forkert taxivej blev ikke opdaget af flyvelederne på grund af en række sikkerhedsovertrædelser og misligeholdelser fra lufthavnens side herunder, at Linate-lufthavnens jordradar, som skulle holde øje med trafikken på landjorden, var ude af drift, og havde været det i næsten 2 år forinden ulykken (siden 29. november 1999), og desuden var lufthavnen indhyllet i en meget tæt tåge, som Cessna-flyet og dets piloter ikke var kvalificerede til at flyve i.
Den 16. april 2004 blev fire nøglepersoner ved Linate-lufthavnen gjort ansvarlige for fly-ulykken i Milano og idømt årelange fængselsstraffe for forsømmelighed og uagtsomt manddrab. Blandt de dømte var lufthavnsdirektør Vincenzo Fusco.